# Théâtre Babour
 (avril 2016).
 (avril 2016).
Le Théâtre Babour (ou Théâtre académique d'État ouzbek d'Och ; russe : Ошский Государственный академический узбекский музыкально-драматический театр имени Бабура ; ouzbek : Бобур номли Ўш Давлат академик ўзбек мусиқали драма театри) est considéré comme {{Référence souhaitée | le plus ancien théâtre professionnel au Kirghizistan et le deuxième plus ancien en Asie centrale}}.

## Histoire du théâtre au Kirghizistan
En 1914, Rahmonberdi Madazimov fondateur du mouvement théâtral au Kirghizstan, créa la troupe de théâtre. Plus tard, cette troupe est devenue la base de la création du Théâtre académique d'État ouzbek d'Och.

## Les fondateurs du théâtre
1. Rahmonberdi Madazimov (1914)
2. Beknazar Nazarov
3. Ibrokhim Musaboev
4. Zhurahon Zaynobiddinov
5. Nazirhon Kamolov
6. A. Saidov
7. A.Eshonhonov
8. Urinboy Rahmonov (depuis 1927)
9. Zhurahon Rahmonov (depuis 1937)

## Littérature
- Encyclopédie de la province d'Och, Académie des sciences de Kirghiz SSR. Section Théâtres, 1987.
- L'Encyclopédie nationale de l'Ouzbékistan, l'Académie des sciences de l'Ouzbékistan, Tachkent, 2000-2006, (La lettre Ў, p.219), État Scientific Publishing House, "Ouzbèke Encyclopédie nationale", Tachkent.
- National Encyclopédie "Kirghizistan", 5 vol. Centre de la langue de l'État et l'encyclopédie, Bishkek, 2014. Rédacteur en chef Asanov U.A.
- A. Abdugafurov "Les fils éminents de Och", Och, 2000.
- A. Abdugafurov "Och théâtre académique", Och, 2010